# Mónica Clapp
 Mónica Clapp de Prieto (* in Mexiko-Stadt, Mexiko) ist eine mexikanische Mathematikerin und Hochschullehrerin. Sie lehrt an der Nationalen Autonomen Universität von Mexiko und forscht zu nichtlinearen partiellen Differentialgleichungen und algebraischer Topologie.

## Leben und Werk
Clapp studierte Mathematik an der Fakultät für Naturwissenschaften der UNAM und schrieb 1974 ihre Diplomarbeit in Topologie bei Roberto Vázquez und Graciela Salicrup. 1979 promovierte sie an der Universität Heidelberg über algebraische Topologie bei Dieter Puppe und Albrecht Dold. Der Titel ihrer Dissertation lautet: Dualität in der Kategorie der Spektren von Ex-Räumen. Anschließend wurde sie Forscherin am Instituto de Matemáticas der Universidad Nacional Autónoma de México. Sie war Herausgeberin der Zeitschriften Boletín de la Sociedad Matemática Mexicana und Aportaciones Matemáticas und ist Mitglied der Mexikanischen Akademie der Wissenschaften, des National System of Researchers und seit 2012 Fellow der American Mathematical Society.

## Veröffentlichungen (Auswahl)
- zusammen mit Dieter Puppe: Invariants of the Lusternik-Schnirelmann type and the topology of critical sets. In: Transactions of the American Mathematical Society. Band 298, 1986
- zusammen mit Dieter Puppe: Critical point theory with symmetries. In: Journal für die reine und angewandte Mathematik. Band 418, 1991
- zusammen mit Thomas Bartsch: Critical point theory for indefinite functionals with symmetries. In: Journal of Functional Analysis. Band 138, 1996
- zusammen mit Alfonso Castro: The effect of the domain topology on the number of minimal nodal solutions of an elliptic equation at critical growth in a symmetric domain. In: Nonlinearity. Band 16, 2003